# Lilian Debrouver
Pour les articles homonymes, voir Debrouver.
Lilian Debrouver, né le 7 juillet 1996, est un gardien de but international français de rink hockey. Formé à Gleizé, il joue depuis 2017 en Nationale 1 au sein du club de le Vendéenne.

## Palmarès
- Médaille d'argent championnat d'Europe U17 (Ploufragan, France)
- 4ème championnat du Monde U20 (Carthagène, Colombie)
- Médaille de bronze championnat d'Europe U20 (Valongo, Portugal)
- Médaille de bronze championnat du Monde U20 (Vilanova, Espagne)
- Coupe Latine U23 (Follonica, Italie)
- Roller Games Sénior (Nanjing, Chine)